# 比莉·派佩
比莉·保羅·派佩（英語：Billie Paul Piper，1982年9月22日—），英格蘭女演員、編劇、製片人、導演和前歌手。她在15歲時發行首張單曲〈因為我們想要〉後獲得了歌手的初步認可，這使她成為進入英國單曲排行榜排名第一的最年輕的女歌手；後續單曲〈女朋友〉也進入了第一名。1998年，發行了首張錄音室專輯《親愛的B》，該專輯獲得了英国唱片业协会的白金認證。第二張錄音室專輯《生命之行》於2000年發行，並催生了她的第三張單曲〈早晚〉。2003年，派佩宣布結束音樂生涯，專注於表演。
派佩在影視圈，知名於BBC One科幻電視劇《神秘博士》中飾演博士的同伴羅斯·泰勒；2005年至2006年間在該劇擔任主演，之後偶爾回歸客串。其他作品如電視劇《应召女郎的秘密日记》（2007年至2011年）、《英國恐怖故事》（2014年至2016年）、《附帶效應》（2018年）；其中憑藉《附帶效應》提名英國電視學院獎最佳女配角。2020年起主創並主演了黑色喜劇《我討厭蘇西》。

## 音樂作品
- 《親愛的B（英语：Honey to the B）》（1998）
- 《生命之行（英语：Walk of Life (album)）》（2000）

## 延伸閱讀
- Piper, Billie (2007). Growing Pains. London: Hodder & Stoughton. ISBN 978-0-340-93280-3
- Cook, Benjamin. . Doctor Who Magazine. 2006-01-04: 13–21.